# 比佛球场
比佛球场（Beaver Stadium）是一个位于美国宾夕法尼亚州大學園的室外美式橄榄球场，属于宾夕法尼亚州立大学。自1960年启用以来，比佛球场一直是宾夕法尼亚州立大学尼塔尼雄狮橄榄球队的主场。球场的名字是用来纪念宾夕法尼亚州前州长，同时也是宾夕法尼亚州立大学校长的詹姆斯·A·比佛。
比佛球场的官方座位数是106,572，是美国和西半球第二大，世界第四大的体育场。

## 纪录
比佛球场的最高上座纪录是在2002年9月14日宾夕法尼亚州立大学40比7击败内布拉斯加大学的比赛中诞生的，总计110,753名观众入场观看了这场比赛。

### 最高上座纪录
| 排名 | 上座人数 | 日期           | 比赛结果                                  |
| ---- | -------- | -------------- | ----------------------------------------- |
| 1    | 110,753  | 2002年9月14日  | 宾夕法尼亚州立大学 40 - 7 内布拉斯加大学  |
| 2    | 110,134  | 2007年10月27日 | 俄亥俄州立大学 37 - 17 宾夕法尼亚州立大学 |
| 3    | 110,078  | 2007年9月8日   | 宾夕法尼亚州立大学 31 - 10 圣母大学       |
| 4    | 110,033  | 2009年11月7日  | 俄亥俄州立大学 24 - 7 宾夕法尼亚州立大学  |
| 5    | 110,017  | 2008年10月18日 | 宾夕法尼亚州立大学 46 - 17 密歇根大学     |
| 6    | 110,007  | 2006年10月14日 | 密歇根大学 17 - 10 宾夕法尼亚州立大学     |
| 7    | 109,865  | 2005年11月5日  | 宾夕法尼亚州立大学 35 - 14 威斯康辛大学   |
| 8    | 109,845  | 2008年11月22日 | 宾夕法尼亚州立大学 49 - 18 密歇根州立大学 |
| 9    | 109,839  | 2005年10月8日  | 宾夕法尼亚州立大学 17 - 10 俄亥俄州立大学 |
| 10   | 109,754  | 2007年10月13日 | 宾夕法尼亚州立大学 38 - 7 威斯康辛大学    |